# Виталий Родионов
Виталий Родионов (често срещан и като Виталий Радзионау) е беларуски футболист, играч на БАТЕ Борисов.

## Кариера
Започва кариерата си в Локомотив (Витебск). Вкарва по 3 гола в двата си сезона за Локомотив. През 2003 преминава в Торпедо (Жодино). Първият му сезон там не е особено силен, вкарвайки само 1 гол в 13 срещи. В следващите 2 сезона показателите му се подобряват и Виталий се налага в отбора. През 2006 е привлечен в БАТЕ Борисов и още в дебютния си сезон за „трактористите“ става шампион на страната и носител на купата. На 22 август 2007 дебютира за националния отбор на Беларус в мач с Израел. През 2008 Виталий става голмайстор на шампионата със 16 гола (толкова вкарва и Генадий Близнюк). Той помага на БАТЕ да достигнат групите на шампионската лига. В началото на 2009 е взет под наем от ШК Фрайбург за половин сезон. Там вкарва 4 гола в 12 мача и печели Втора Бундеслига. След завръщането си в БАТЕ играе в Лига Европа, където отборът достига груповата фаза през 2009/10, а на следващия сезон играе 1/16 финал. През март 2011 се контузва и отсъства 4 месеца от терените. Тази травма се влошава и Родионов не записва мачове в Шампионската лига 2011/12. На 24 май 2012 г. Родионов вкарва 2 попадения срещу ФК Минс и става футболистът с най-много голове за БАТЕ в първенството на Беларус. През сезон 2012/13 става голмайстор на първенството и отбелязва гол при победата на БАТЕ с 3-1 над бъдещия европейски клубен шампион Байерн Мюнхен.